# هيلدا كروغر
هيلدا كروغر (بالألمانية: Hilde Krüger)‏ هي ممثلة ألمانية، ولدت في 9 نوفمبر 1912 في ألمانيا، وتوفيت في 8 مايو 1991 بليشتنفلز في ألمانيا.

## وصلات خارجية
- هيلدا كروغر على موقع IMDb (الإنجليزية)
- هيلدا كروغر على موقع قاعدة بيانات الفيلم (الإنجليزية)